# Pupak od levanta
Pupak od levanta je hrid u hrvatskom dijelu Jadranskog mora. Nalazi se u Palagruškom otočju, oko 20 metara sjeveroistočno od Kamika od tramuntane, kod Male Palagruže, na sjeveroistočnom rubu Palagruškog otočja.
Površina hridi iznosi 150m2, a hrid se iz mora uzdiže 1 m.